# Stauropteridales
Die Stauropteridales sind eine ausgestorbene Pflanzengruppe, die nahe der Basis der Farne steht. 

## Merkmale
Die Vertreter sind kleine, buschförmig wachsende Pflanzen. Die Verzweigung erfolgt in vier oder zwei Reihen (quadriseriat oder biseriat). Es gibt keine flachen Blattspreiten. Der Xylemstrang ist im Querschnitt vierlappig und leicht bilateralsymmetrisch. Die Zweiganatomie wird in den Zweigen höherer Ordnung wiederholt. Die Sporangien stehen endständig, es sind sowohl homospore wie heterospore Formen bekannt.

## Verbreitung
Die Funde reichen vom Devon bis zum Pennsylvanium von Europa und Nordamerika.

## Systematik
Die Stauropteridales sind eine basale Gruppe der Farne. Sie unterscheiden sich aber wesentlich von den Gruppen der rezenten Farne. In der Vergangenheit wurden sie häufig mit anderen Gruppen zu den Coenopteridales zusammengefasst. Etliche Vertreter dieser Ordnung wurden aber als Vertreter der echten Farne identifiziert, während die Stauropteriden wie die Zygopteridales als basal angesehen werden. Sie werden daher als eigene Ordnung geführt, die nur aus einer Familie, den Stauropteridaceae, bestehen. 
Sie bestehen aus drei Gattungen, die eindeutig zur Ordnung gehören: Stauropteris, Gillespiea und Rowleya.

### Stauropteris
Bei Stauropteris oldhamia stehen die Seitenzweige in Paaren. Die Seitenachsen sind bis zu sechsfach und dreidimensional verzweigt, wobei die Leitbündel immer kleiner werden. Das Xylem entwickelt sich mesarch. Sekundäres Gewebe ist nicht bekannt. Im Xylem gibt es Leitertracheiden. Das Phloem befindet sich in den Furchen zwischen den Lappen des Xylems. An der Basis jeder Seitenachse stehen bei Stauropteris oldhamia stark zerteilte Aphlebae (anormale Fiederblättchen). Diese besitzen dickwandige Zellen und sind steif, ähnlich Dornen oder Stacheln bei rezenten Pflanzen. Die Sporangien besitzen dicke Wände und stehen endständig an den letzten Seitenzweigen. Sie dürften sich durch eine apikale Pore geöffnet haben. Die Sporen sind kugelig und haben einen Durchmesser von 32 bis 40 Mikrometer. Sie waren homospor. 
Stauropteris burntislandica stammt aus dem Mississippium. Die Achsen ähneln Stauropteris oldhamia, die Aphlebae sind aber recht variabel. Die Aphlebae sind unregelmäßig verzweigt, einzelne Segmente sind bis 4 mm lang. Diese Art ist heterospor. Die Megasporangien wurden unter dem Namen Bensonites fusiformis beschrieben. Sie sind spindelförmig und rund 1,3 mm lang. Die untere Hälfte ist parenchymatisch, die obere ist hohl mit einer Wand aus einer Zellschicht. Es gibt meist zwei Megasporen. Ihre Größe beträgt bis 580 Mikrometer. Die Mikrosporangien sind eiförmig und rund 0,6 mm lang, ihre Wand ist eine Zellschicht dick. Die Mikrosporen sind rund 30 Mikrometer groß und trilet. Ob Mikro- und Megasporangien an einer Pflanze oder an verschiedenen Pflanzen standen, ist nicht bekannt. 
Stauropteris biseriata stammt aus dem unteren bis mittleren Pennsylvanium von Nordamerika. Die Seitenachsen stehen in zwei Reihen (distich) und stehen in den Achseln von Aphlebae, die durch Leitbündel versorgt werden. Reproduktive Strukturen sind hier nicht bekannt.

### Andere Gattungen
Multifurcatus tenellus ähnelt den Stauropteridales. Sie stammt aus dem Karbon von China. Ihre Hauptachse hat einen Durchmesser von bis 3 mm und bildet pro Knoten drei Seitenachsen. An den Knoten der Seitenzweige stehen dichotom verzweigte Seitenachse, die terminal ein Sporangium tragen. Sie könnten heterospor sein. 
Gillespiea wird als devonischer Vertreter der Stauropteridales angesehen. Gillespiea randolphensis besitzt glatte, quadriseriat verzweigte Achsen. Größere Achsen besitzen eine Protostele und sind im Querschnitt drei- bis viereckig, kleine Achsen sind rund. Die Megasporangien sind spindelförmig mit stumpfem Ende. Sie stehen einzeln oder paarig an kleine Achsen, die dort stehen, wo bei anderen Stauropteridales die Aphlebiae stehen. Megasporangien sind 1 mm lang und enthalten ein bis zwei trilete Sporen von rund 160 Mikrometer Größe. Die Mikrosporangien sind nicht bekannt.
Rowleya trifurcata stammt aus dem Westfalium A von Lancashire und hat eine Protostele und triseriate Seitenachsen. Die Protostele ist tetrarch und ähnelt der von Stauropteris. Kleine Seitenachsen sind rund, stehen in Paaren und werden als Blätter interpretiert. 

## Belege
- Thomas N. Taylor, Edith L. Taylor, Michael Krings: Paleobotany. The Biology and Evolution of Fossil Plants. Second Edition, Academic Press 2009, ISBN 978-0-12-373972-8, S. 405–407.